# Kanton Montpellier-10

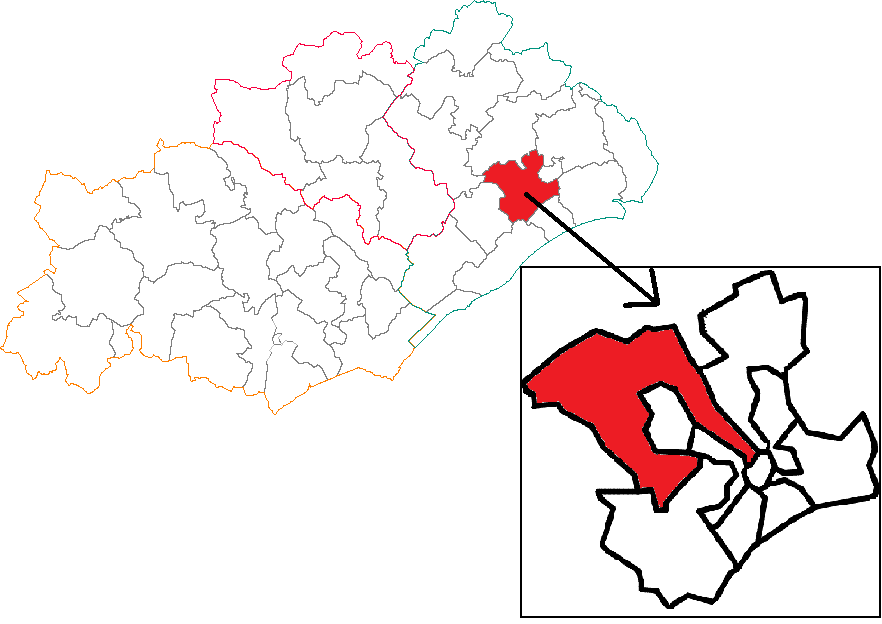

Der Kanton Montpellier-10 war von 1985 bis 2015 ein französischer Wahlkreis im Arrondissement Montpellier, im Département Hérault und in der Region Languedoc-Roussillon; sein Hauptort war Montpellier, Vertreterin im Generalrat des Départements war zuletzt von 1998 bis 2015 (wiedergewählt 2004 und 2011) Monique Pétard (PS).

## Gemeinden
Der Kanton umfasste zwei Gemeinden und einen Teil der Stadt Montpellier. Die Kantonsgrenzen wurden vor seiner Auflösung zuletzt 2004 verändert. 
| Gemeinde    | Einwohner Jahr | Fläche km² | Bevölkerungsdichte | Code INSEE | Postleitzahl |
| ----------- | -------------- | ---------- | ------------------ | ---------- | ------------ |
| Grabels     | 7255 (2013)    | 16,24      | 447 Einw./km²      | 34116      | 34790        |
| Juvignac    | 8062 (2013)    | 10,83      | 744 Einw./km²      | 34123      | 34990        |
| Montpellier | 272.084 (2013) | –          | – Einw./km²        | 34172      | 34000        |

Angegeben ist die Gesamteinwohnerzahl von Montpellier. Im Kanton lebten etwa 37.000 Einwohner (Stand: 2010) der Stadt.
Folgende Stadtteile von Montpellier gehörten zum Kanton: 
- Celleneuve
- La Martelle
- Bionne
- Le Peyrou-Pitot
- Carré du Roi-Faubourg Saint-Jaumes
- Les Arceaux
- Avenue d'Assas
- Père Soulas
- Las Rebès
- Hôpitaux
- Euromédecine
- Zolad
- Château d'O
- Saint-Priest
- Malbosc